# 默特爾大道車站 (BMT牙買加線)
默特爾大道車站（英語：Myrtle Avenue station），廣播稱「默特爾大道-百老匯車站」（英語：Myrtle Avenue–Broadway station），是美國紐約地鐵BMT牙買加線的一個快車地鐵站，位於布魯克林默特爾大道及百老匯交界，設有J線（任何時候停站）、M線（任何時候停站（深夜除外））、Z線（僅繁忙時段的尖峰方向停站）列車服務。此站有兩層，但所有定期乘客列車都停靠車站下層。此站設有一個已廢棄的上層月台，曾經有往布魯克林下城和曼哈頓下城的BMT默特爾大道線列車停靠。車站以東，BMT默特爾大道線自BMT牙買加線平面分岔出來。

## 車站結構
| 3F | 舊南行 默特爾大道高架鐵路 | 無軌道或道床                                                                                    |
| 3F | 島式月台，已廢棄          |                                                                                                 |
| 3F | 舊北行 默特爾大道高架鐵路 | 無軌道或道床                                                                                    |
| 2F | 西行                      | （早上繁忙時段）往寬街（法拉盛大道） · 平日往森林小丘-71大道，週末往埃塞克斯街（法拉盛大道）    |
| 2F | 島式月台，左側開門        |                                                                                                 |
| 2F | 中央軌道                  | 無定期服務                                                                                      |
| 2F | 島式月台，左側開門        |                                                                                                 |
| 2F | 東行                      | （黃昏繁忙時段）往牙買加中心-帕森斯/射手（科斯丘什科街） · 除深夜外往百老匯交匯（科斯丘什科街） |
| 1F | 夾層                      | 閘機、車站詢問處                                                                                |
| G  | 街道層                    | 出入口                                                                                          |

### 下層

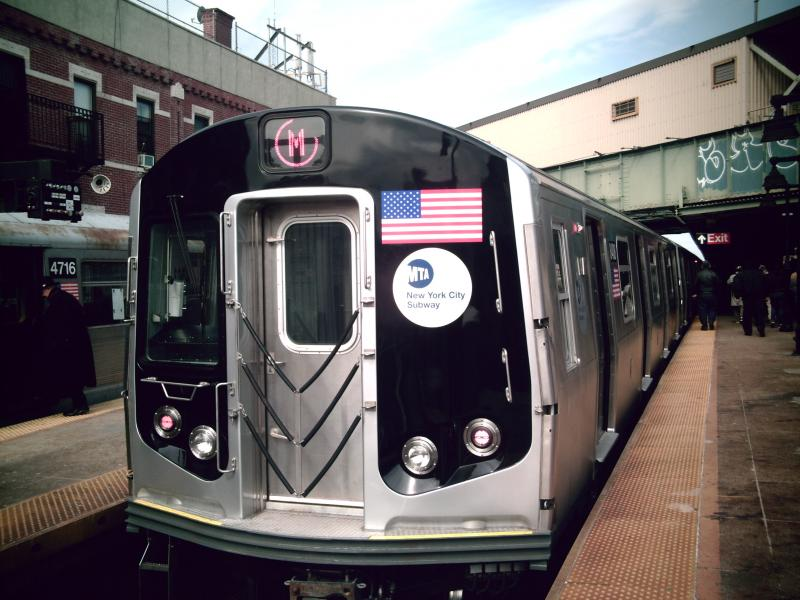
M線週末由默特爾大道延長至埃塞克斯街以前，一列週末R160A型M線接駁列車停靠中央軌道

此高架車站下層在1888年9月16日啟用，設有兩個島式月台和三條軌道。中央軌道正常在日間作為J線與Z線列車作為尖峰特快列車，以及深夜時段M線列車前往大都會大道，不過目前不使用，直至默特爾大道線的工程2018年4月完工為止。車站以東，所有列車沿牙買加線繼續前往東紐約，而J線與Z線則前往皇后區。與默特爾大道線的連接只餘下地鐵內少量的平面交叉，以及營運中軌道少量的轉轍器。
此站在R143型與R160型列車上稱為「默特爾大道-百老匯車站」（Myrtle Avenue–Broadway），以免跟鄰近的默特爾-威克奧夫大道車站混淆。

### 上層

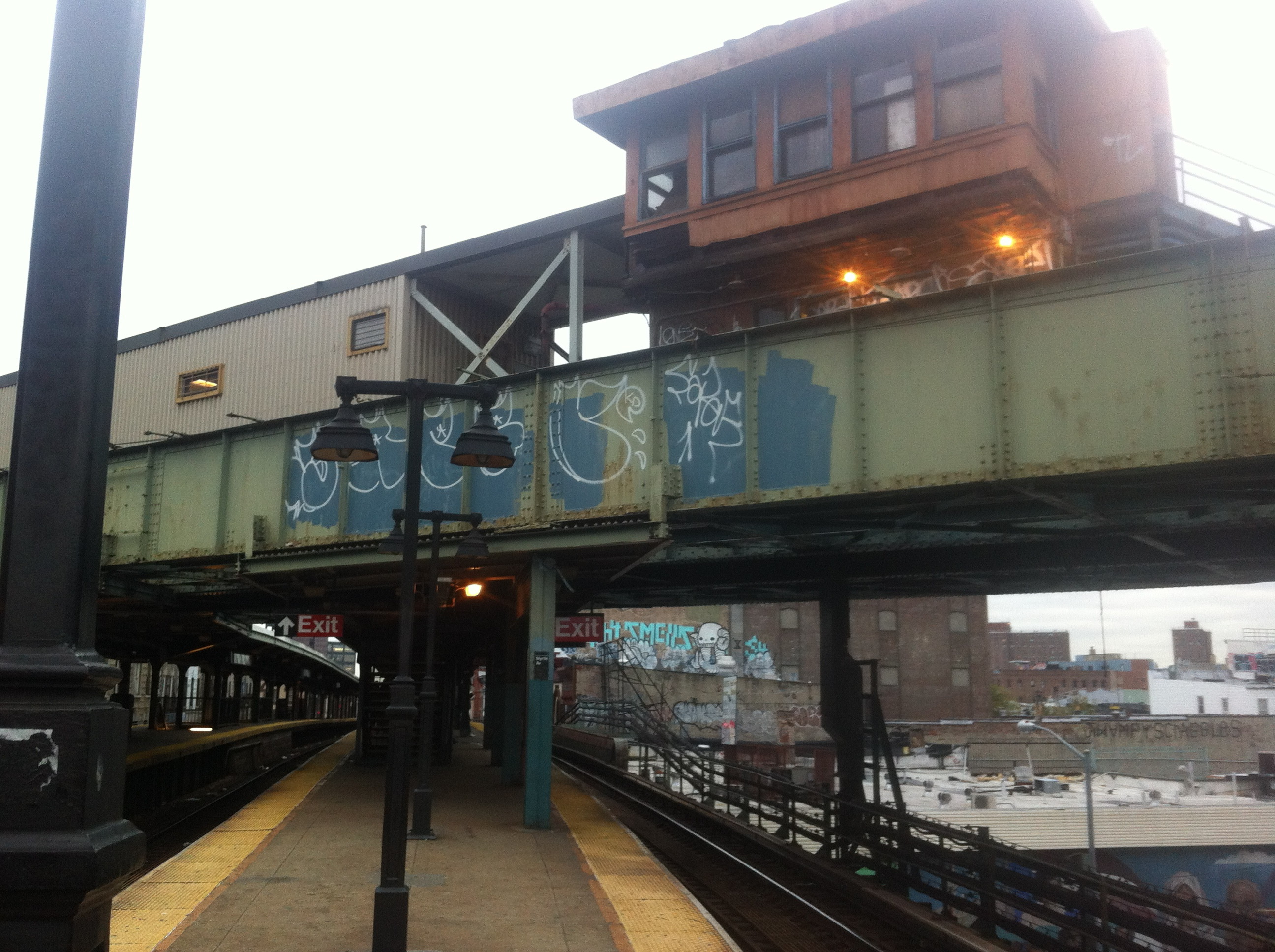
已廢棄的上層

上層車站（標誌顯示為「百老匯」）在1889年4月27日啟用，提供了通往BMT牙買加線的轉乘。鄰近斯圖弗森大道的上一站同時關閉。上層車站設有一個島式月台和兩條軌道，以及連往下層兩個現存月台的樓梯。默特爾大道上層在1889年7月21日延長至威克奧夫大道。百老匯至橋-傑伊街的BMT默特爾大道線在1969年10月4日關閉，以B54線巴士免費轉乘前往傑伊街取代。

## 外部連結
- Station Reporter — J Train
- Station Reporter — M Train
- The Subway Nut — Myrtle Avenue Pictures （页面存档备份，存于）
- MTA's Arts For Transit — Myrtle Avenue (BMT Jamaica Line)
- Myrtle Avenue entrance from Google Maps Street View
- Platform and unused upper level from Google Maps Street View